# Videsillkremla
Videsillkremla (Russula subrubens) är en svampart som först beskrevs av Jakob Emanuel Lange, och fick sitt nu gällande namn av Marcel Bon 1972. Videsillkremla ingår i släktet kremlor och familjen kremlor och riskor.  Arten är reproducerande i Sverige. Inga underarter finns listade i Catalogue of Life.